# Dietenhofen
Dietenhofen là một đô thị ở huyện Ansbach bang Bayern nước Đức. Đô thị Dietenhofen có diện tích 63,96 km², dân số thời điểm ngày 31 tháng 12 năm 2006 là 5661 người.